# W. B. R. Lickorish

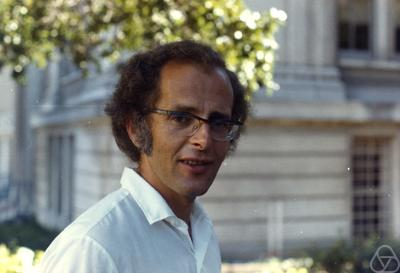
W. B. R. Lickorish in Berkeley

William Bernard Raymond Lickorish (* 19. Februar 1938), meist zitiert als W. B. R. Lickorish oder W. B. Raymond Lickorish, ist ein britischer Mathematiker, der sich mit geometrischer Topologie, speziell Knotentheorie und 3-Mannigfaltigkeiten, beschäftigt.
Lickorish wurde 1964 bei Erik Christopher Zeeman in Cambridge promoviert. Später war er Professor in Cambridge, Fellow des Pembroke College und zeitweise Leiter des Department of Pure Mathematics and Mathematical Statistics. Inzwischen ist er emeritiert.
Lickorish ist einer der Entdecker des HOMFLY-Polynoms, einer polynomialen Invariante der Knotentheorie, benannt nach den Anfangsbuchstaben der Entdecker. Es umfasst das Jones- und das Alexander-Polynom.
In den 1960er Jahren bewies er das Lickorish-Wallace Theorem (unabhängig von Andrew H. Wallace), das besagt, dass jede geschlossene, orientierbare zusammenhängende 3-Mannigfaltigkeit durch Dehn-Chirurgie (Dehn-Surgery, nach Max Dehn, eine Standard-Zerlegungstechnik in der geometrischen Topologie) aus in eine 3-Sphäre eingebetteten Verschlingungen (technisch genauer Framed Links) gewonnen werden kann. Für den nicht-orientierbaren Fall bewies er einen ähnlichen Satz für Dehn-Chirurgie aus nicht orientierbaren 2-Sphären-Bündeln über dem Kreis.
1991 erhielt er den Senior-Whitehead-Preis der London Mathematical Society und mit Kenneth Millett den Chauvenet-Preis für den Aufsatz The New Polynomial Invariants of Knots and Links.

## Schriften
- An Introduction to Knot Theory, Springer Graduate Texts in Mathematics, 1997, ISBN 0-387-98254-X.

## Verweise
1. ↑  W. B. Raymond (William Bernard) Lickorish im Mathematics Genealogy Project (englisch)  abgerufen am 17. Juli 2024.
2. ↑  Jim Hoste, Adrian Ocneanu, Kenneth Millett, Peter Freyd, W. B. R. Lickorish, David Yetter: A new polynomial invariant of knots and links, Bulletin of the AMS 12, 1985, S. 239–246
3. ↑  W. B. R. Lickorish: A representation of orientable combinatorial 3-manifolds, Annals of Mathematics, Series 2, Bd. 76, 1962, S. 531–540, Homeomorphisms of non-orientable two-manifolds, Proceedings Cambridge Philosophical Society 59, 1963, S. 307–317
4. ↑  Mathematics Magazine 61, 1988, S. 2–23

| Personendaten    | Personendaten                                                                     |
| ---------------- | --------------------------------------------------------------------------------- |
| NAME             | Lickorish, W. B. R.                                                               |
| ALTERNATIVNAMEN  | Lickorish, W. B. Raymond; Lickorish, William Bernard Raymond (vollständiger Name) |
| KURZBESCHREIBUNG | britischer Mathematiker                                                           |
| GEBURTSDATUM     | 19. Februar 1938                                                                  |